# Aeroportul Polyarny
Aeroportul Polyarny (IATA: PYJ, ICAO: UERP) este un aeroport din Udacinîi⁠(d), Gorodskoe poselenie gorod Udacinîi⁠(d), Mirninski raion⁠(d), Iacutia, Rusia ce deservește zona Udacinîi⁠(d). Aeroportul a fost tranzitat în 2021 de 69.141 de pasageri.
Situat la o altitudine de 509 m, aeroportul dispune de 1 pistă. Este operat de Mirninskoe aviapredpriatie AK «Alrosa»⁠(d).

## Infrastructură

### Piste
Aeroportul dispune de o singură pistă. Pista 17/35 are suprafața de beton și dimensiunile 3.100 m × 45 m. 